# Eckart Rohlfs
Eckart Rohlfs (* 23. Dezember 1929 in Tübingen; † 18. September 2023) war ein deutscher Musikmanager und Musikjournalist.

## Leben
Nach der Schule absolvierte Rohlfs, ein Sohn des Romanisten Gerhard Rohlfs, eine Ausbildung im Musikalienhandel, lernte im Privatunterricht Flöte, Klavier und Orgel, studierte dann an der Universität München Zeitungswissenschaft, Musikwissenschaft und Italienisch und wurde dort 1961 mit der Dissertation Die deutschsprachigen Musikperiodica 1945–1957. Versuch einer strukturellen Gesamtdarstellung als Beitrag zur Geschichte der musikalischen Fachpresse. Mit Bibliographie der Zeitschriften 1945–1957 promoviert.
Rohlfs gründete 1952 zusammen mit Herbert Barth und Bernhard Bosse in Regensburg die Neue Musikzeitung und arbeitete dort über 50 Jahre lang in der Redaktion mit. Über Jahrzehnte zählte Rohlfs, der 1950 in Bayreuth auch die „Jeunesses Musicales Deutschland“ (damals „Musikalische Jugend Deutschlands“) mit begründete, zu den einflussreichsten Funktionsträgern im deutschen Musikleben und war Mitglied in zahlreichen Gremien im In- und Ausland, unter anderem im Deutschen Musikrat, im gesamten Bereich der Musikausbildung und der Musikförderung und in vielen nationalen und internationalen Musikorganisationen. Schwerpunkte seiner Tätigkeit waren die Wettbewerbe Jugend musiziert, die er im Jahr 1963 mit ins Leben rief und 33 Jahre lang als Bundesgeschäftsführer führte, und die Europäische Union der Musikwettbewerbe für die Jugend, die er 1970 in Brüssel mit ins Leben rief und von 1988 bis 2007 als Generalsekretär in München ehrenamtlich betreute. Im Jahr 2006 war er Mitglied der Jury des Internationalen Rotary-Musikwettbewerbs in Moskau, Russland. Zu seinen Publikationen gehören das Handbuch der Musikberufe (Regensburg 1988). Ferner war er beim Deutschen Musikrat Mitinitiator und von 1986 bis 2002 Mitherausgeber für den Musik-Almanach.
Er verstarb am 18. September 2023. Seine Schwester ist Ellen Rohlfs.